# Staudamm von Puy Foradado
Der Staudamm von Puy Foradado war eine römische Stauanlage in der Nähe der spanischen Gemeinde Uncastillo, Provinz Saragossa, in Aragonien.

## Befund
Das im 2. oder 3. Jahrhundert errichtete und in dem wichtigen Wassersystem von Los Bañales gelegene Absperrbauwerk wurde als Bogengewichtsmauer konstruiert. Es handelt sich um eine bogenförmig gegen den Hang geführte Gewichtsmauer, die etwa zwei Meter hoch und an der Basis einen Meter breit war. Wegen der starken Versandung der Anlage sind oberirdisch nur noch vier Lagen sauber verlegter, großer Steine in opus quadratum nachzuweisen. Die an der Mauerkrone etwa 56 Meter lange Staumauer stieg nach Norden leicht an. Sie schloss einen natürlichen kleinen Stausee ab, der sich nördlich der Mauer gebildet hatte und von zahlreichen Bächen der Gegend gespeist wurde. Von dem gestauten See nahm eine unterirdische Wasserleitung (Fontena Diabolo) ihren Ausgang, deren Kanäle an verschiedenen Punkten im Gelände beobachtet werden konnten. Sie diente wohl der ländlichen Wasserversorgung der in Los Bañales zahlreich nachweisbaren römischen Villen. Ganz in der Nähe befinden sich auch die Reste eines römischen Aquäduktes und einer Therme.

## Aktuelle Situation
Seit dem Jahr 2008 fördern die Provinzregierung von Aragon, eine Gruppe spanischer Universitäten und Sponsoren aus der Privatwirtschaft das archäologische Forschungsprojekt Aragón Romano. Hierbei werden neben der Inventarisierung römischer Fundstellen auch für den Tourismus bedeutsame Anlagen aus der Römerzeit archäologisch untersucht oder rekonstruiert. Auf Initiative der Forschungsgruppe wurden die Mauerstrukturen des Staudamms bei Uncastillo untersucht und in Absprache mit dem Grundstückseigentümer konnte das Bodendenkmal vor der weiteren Zerstörung durch die landwirtschaftliche Nutzung des Geländes bewahrt werden. Der Damm bildet nun eine lokale Sehenswürdigkeit als ein beeindruckendes Beispiel römischer Bautechnik. Auf der «Ruta arqueológica en Los Bañales» können alle bisher untersuchten römischen und mittelalterlichen Ruinen  besucht werden.